# Michele Marcolini
Michele Marcolini (* 2. Oktober 1975 in Savona) ist ein ehemaliger italienischer Fußballspieler und heutiger Trainer.

## Karriere

### Aktive Karriere
Marcolini begann seine Karriere 1993 beim FC Turin, wechselte aber, ohne ein Spiel zu bestreiten, 1994 zu ASD GC Sora. Bei Atalanta Bergamo spielte er von 2003 bis 2006 und bestritt 108 Spiele, 2006 spielte er vier Jahre bei Chievo Verona und bestritt hier 119 Spiele. Anschließend spielte er noch bei Calcio Padova und bei AC Lumezzane, 2013 beendete er seine aktive Karriere.

### Trainerkarriere
Nach seinem Karriereende als Spieler trainierte Marcolini AC Lumezzane bis 2014. Seit Ende November 2018 ist er Trainer bei UC AlbinoLeffe.